# Arcadian Serenaders
Die Arcadian Serenaders, zunächst Original Crescent City Jazzers, waren eine Gruppe weißer Musiker in den 1920er Jahren aus New Orleans. Sie spielten  im Arcadian Ballroom in St. Louis.
Die Bandmitglieder waren 
- Sterling Bose (Kornett)
- Felix Guarino (Schlagzeug),
- Slim Hall (Banjo),
- Chick Harvey (Gesang),
- Cliff Holman (Klarinette, Altsaxophon),
- Marty Livingston (Gesang),
- Avery Loposer (Posaune, Gesang),
- Wingy Manone (Cornet),
- Bob Marvin (Banjo) und
- Johnny Riddick (Piano).

## Diskographie
Kompilationen
- Arcadian Serenaders: The Complete Sets 1924-1925, 2001